# Georgi Wasilew
Georgi Wasilew (ur. 9 sierpnia 1946 roku Bobowdolu) – bułgarski piłkarz występujący na pozycji pomocnika, i trener piłkarski, jeden z najbardziej utytułowanych szkoleniowców bułgarskich lat 90.

## Kariera piłkarska
Jako zawodnik grał m.in. w FK Sliwen, Marku Dupnica oraz najdłużej - przez osiem lat - w Etyrze Wielkie Tyrnowo, z którym w sezonie 1973–1974 zajął czwarte miejsce w lidze. Łącznie w bułgarskiej ekstraklasie rozegrał 220 meczów i strzelił 32 gole. W czasie gry w Etyrze ukończył historię na uniwersytecie w Wielkie Tyrnowo, a niedługo po zakończeniu kariery piłkarskiej został absolwentem szkoły trenerskiej w Kolonii.

## Kariera szkoleniowa
Pracę szkoleniową rozpoczął w latach 80. W sezonie 1990–1991 doprowadził Etyr Wielkie Tyrnowo do pierwszego w historii klubu tytułu mistrza Bułgarii. Wynik ten powtórzył jeszcze trzykrotnie – dwa razy z piłkarzami Lewskiego Sofia, których trenował w latach 1993–1995 i 2003–2004, oraz raz w CSKA Sofia (1996–1998). Ponadto z tymi klubami wygrał po jednym Pucharze Bułgarii.
Pracował także w klubach cypryjskich oraz reprezentacji Bułgarii jako asystent Iwana Wucowa.
Niedługo po rozstaniu z CSKA w 1999 roku został szkoleniowcem zespołu z trzeciej ligi Niemiec Unionu Berlin. Trzy lata później wywalczył z nim awans do 2. Bundesligi oraz jeszcze jako trzecioligowca doprowadził do finału Pucharu Niemiec. Wprawdzie podopieczni Wasilewa przegrali z ówczesnym wicemistrzem kraju Schalke 04 Gelsenkirchen 0:2, ale i tak zapewnili sobie udział w rozgrywkach Pucharu UEFA.
W styczniu 2006 roku ponownie został szkoleniowcem Unionu, ale zrezygnował już po trzech miesiącach. Od kwietnia 2006 do czerwca 2007 roku pracował w Nafteksie Burgas, którego nie potrafił utrzymać w ekstraklasie. Sezon 2006–2007 rozpoczął więc w drugiej lidze. Jednak brak promocji na koniec rozgrywek (Nafteks długo prowadził w tabeli, ostatecznie minimalnie przegrał z Widimą-Rakowski Sewliewo) oznaczał dymisję dla doświadczonego szkoleniowca.
W kolejnych latach pracował m.in. w Grecji. W marcu 2011 roku został trenerem występującego w ekstraklasie Czernomorca Burgas. Na koniec sezonu 2010–2011 zajął z nim ósme miejsce, gwarantujące bezpieczne pozostanie w lidze. Jednak ambicje działaczy były znacznie większe; zgodnie z zapowiedziami przed rozpoczęciem sezonu klub miał walczyć o zwycięstwo w ekstraklasie. Dlatego po zakończeniu rozgrywek Wasiliew został zwolniony.

## Sukcesy szkoleniowe
- mistrzostwo Bułgarii 1991 z Etyrem Weliko Tyrnowo
- mistrzostwo Bułgarii 1994 i 1995, wicemistrzostwo Bułgarii 2004 oraz Puchar Bułgarii 1994 z Lewskim Sofia
- mistrzostwo Bułgarii 1997 i Puchar Bułgarii 1997 z CSKA Sofia
- finał Pucharu Niemiec 2001 oraz awans do 2. Bundesligi w sezonie 2000–01 z Unionem Berlin

## Ciekawostki
- Jest jedynym szkoleniowcem, który pracował na stanowisku pierwszego trenera zarówno w Lewskim Sofia, jak i w CSKA Sofia.